# 石卷步野站
石卷步野站（日语：／ Ishinomaki-ayumino eki */?）是一位於日本宮城縣石卷市，隸屬於東日本旅客鐵道（JR東日本）的鐵路車站，是因應附近土地將會重建為311大地震後受災的居民的新社區及公型房屋團地而所設立的車站。
本站是石卷市向JR東日本提出的請願站，名稱源於石卷市希望新社區能帶出「復興、未來、步向新生活」（復興、未来、新生活への歩み）的期望。建造費方面，石卷市將會承擔所有費用，JR東日本會負責站舍及月台的興建；至於站前廣場、停車場及站外洗手間等配套設施則由石卷市全部負責，合共約為4億8200萬日圓。
本站是仙石線自2004年3月小鶴新田站後新增設的車站，預計每天的使用人數約為300人。

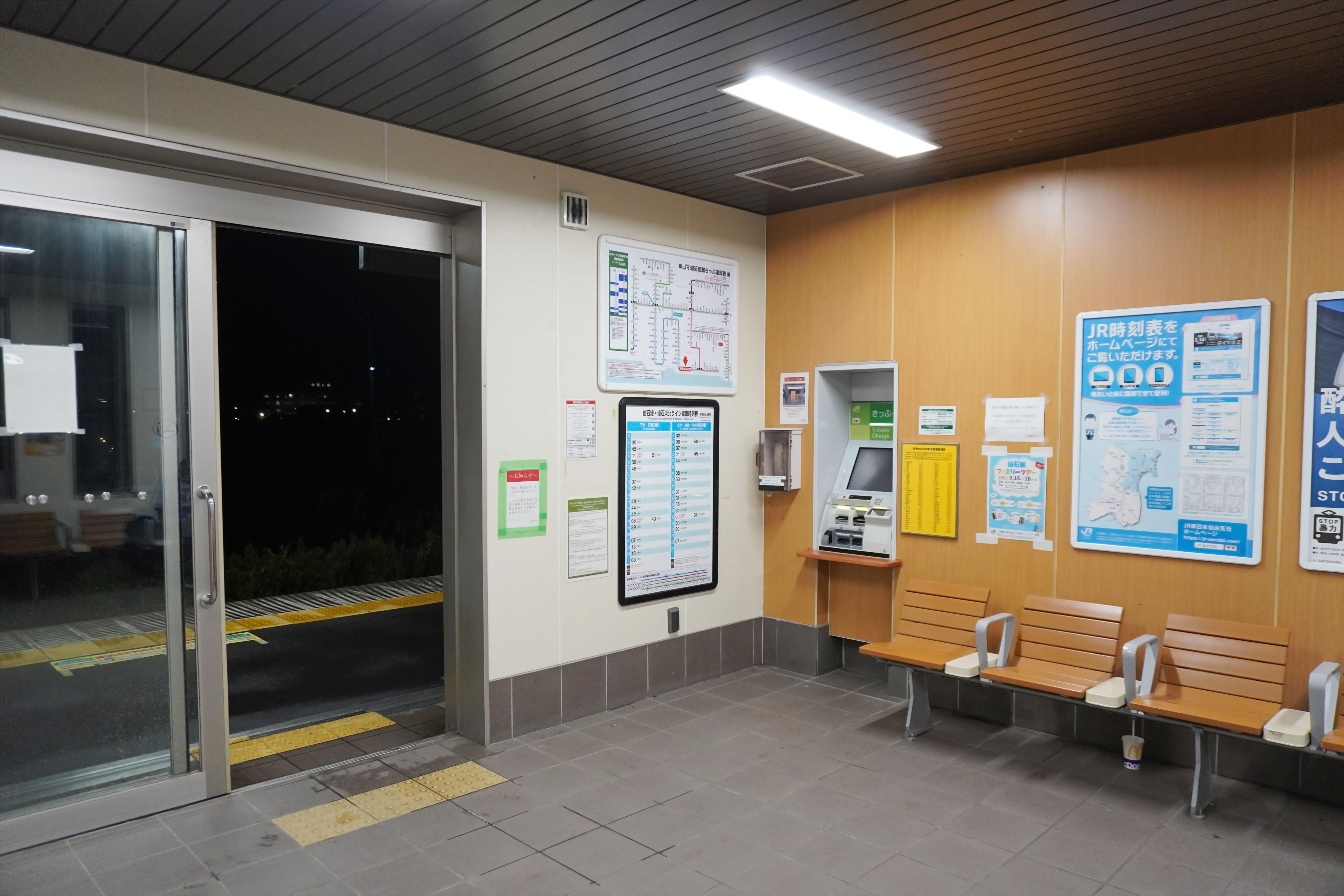
車站內部（2023年8月）

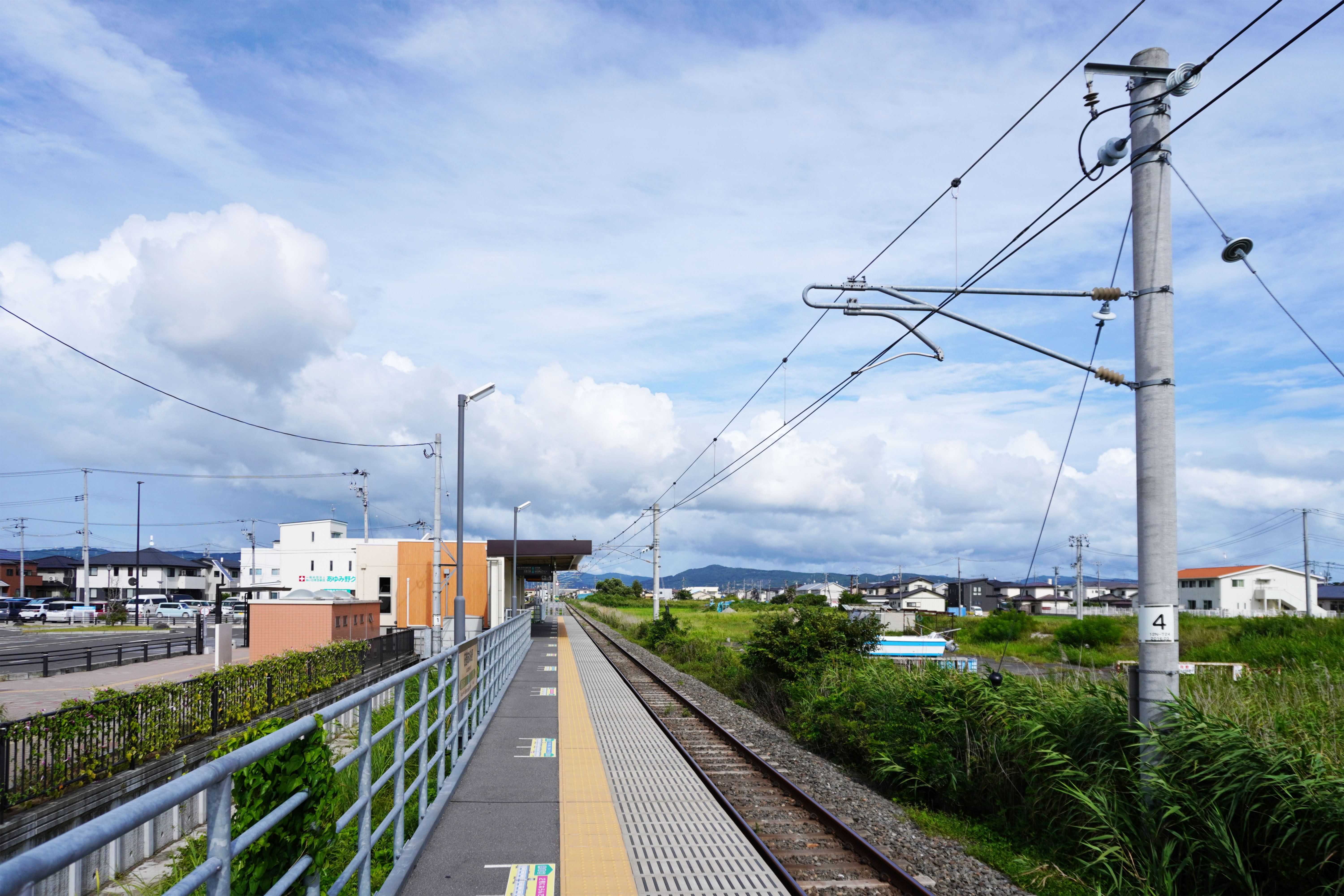
月台（2023年8月）

## 車站結構

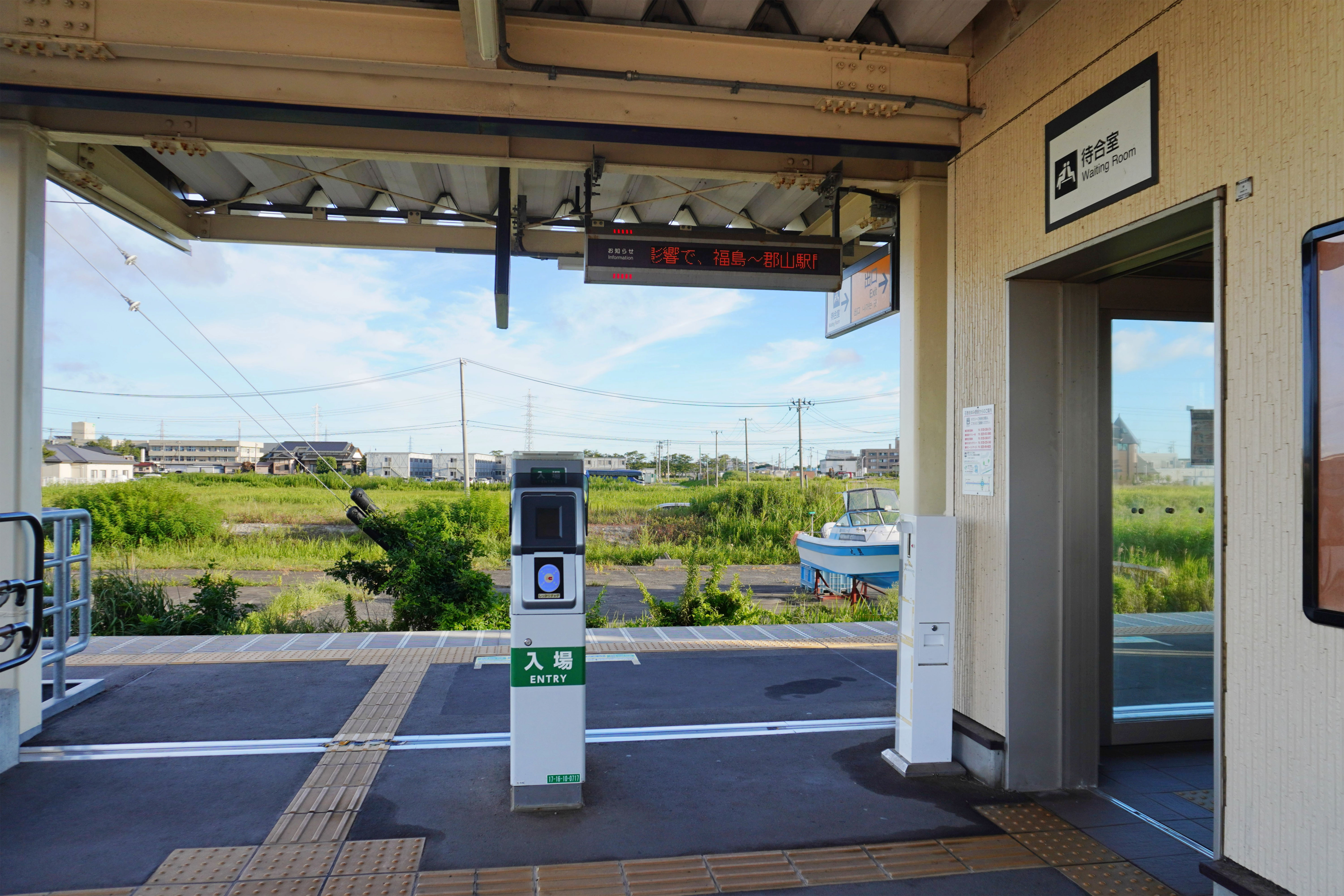
檢票口（2023年8月）

最初根據JR東日本所發出的通告，將採用簡易車站模式，為無人站。設有簡易式站舍1座，左側為開放式通過，從站前廣場沿樓梯直上後可直接進入月台範圍，並安置了對應Suica咭的感應器，左旁亦設有無障礙斜道；而右側為候車室，除了候車座椅外，亦設有自動售票機；站舍外另設有洗手間及公共運輸交匯處。
設有側式月台1座，有效長度為4輛。除月台中央、位處站舍部份設有上蓋外，其餘均為露天部份，月台上亦沒有設置其他設施，車站站牌則掛於月台的圍欄上。列車靠站時，往石卷方向為左側開門；往仙台方向為右側開門。

## 歷史
- 2015年2月5日：JR東日本公佈設置新車站。
- 2016年3月26日：開業[7]。

## 相鄰車站
東日本旅客鐵道
■仙石線
□特別快速、■快速（紅快速）、■快速（綠快速）（※以上為仙石東北線系統）
通過
■普通
陸前赤井－石卷步野－蛇田

## 外部連結
- JR東日本石卷步野站公式網頁。 （页面存档备份，存于）（日語）